# 拿索街150號

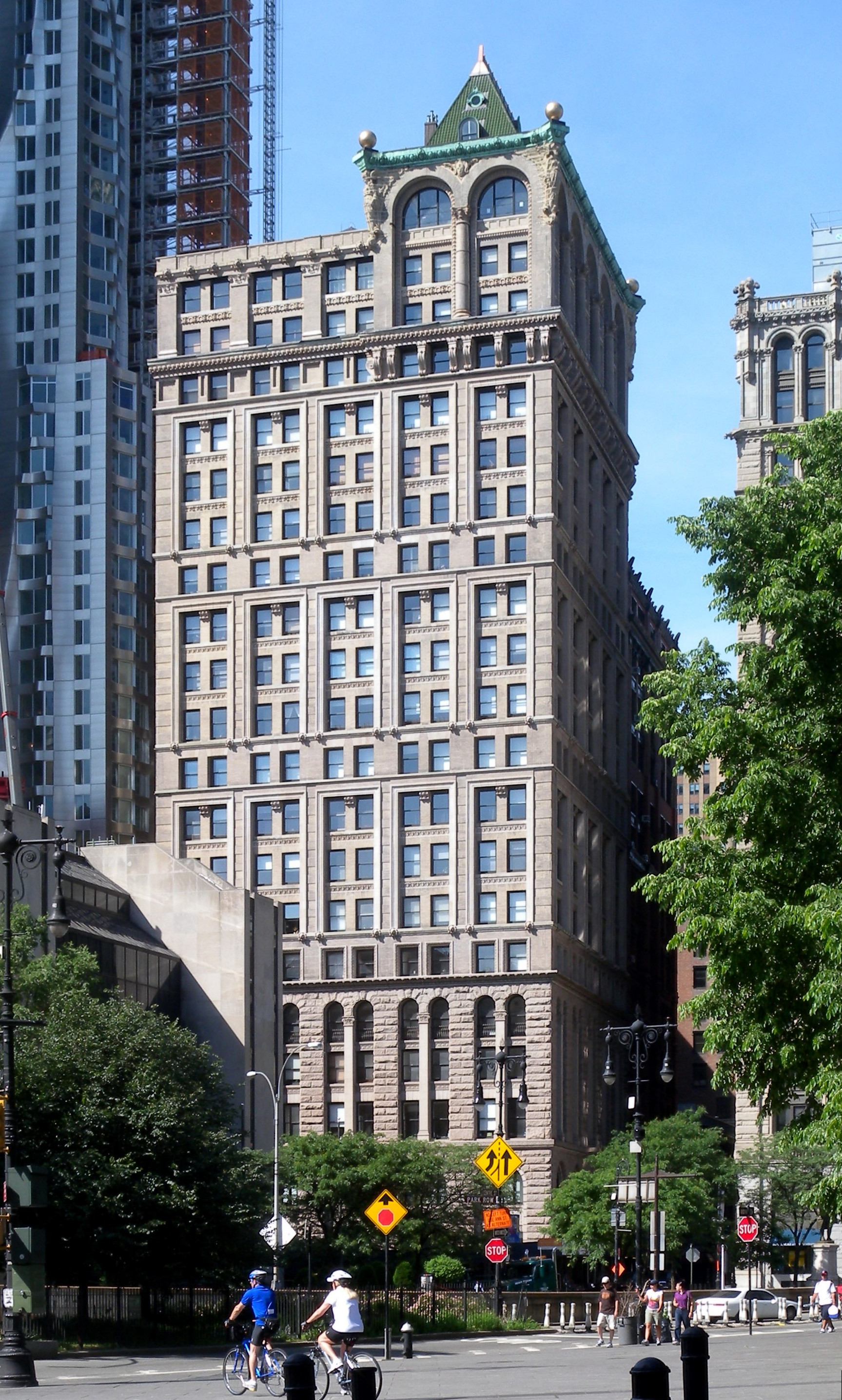

拿索街150號（150 Nassau Street）是美國紐約市的一座建築物，又名Park Place Tower或American Tract Society Building。這座建築有23層，高291-英尺（89-）。建築外觀是羅曼復興式建築。